# Euphorbia bifurcata
Euphorbia bifurcata är en törelväxtart som beskrevs av Georg George Engelmann. Euphorbia bifurcata ingår i släktet törlar, och familjen törelväxter. Inga underarter finns listade i Catalogue of Life.